# نقص فيتامين بي12
نقص فيتامين بي12 (بالإنجليزية: Vitamin B12 deficiency) المعروف أيضًا باسم نقص الكوبالامين، هي حالة طبية يكون فيها مستوى الدم والأنسجة أقل من المعتاد من فيتامين بي12. يمكن أن تختلف الأعراض من لا شيء إلى شديدة. عند النقص الطفيف، يمكن أن يكون هناك أعراض قليلة أو معدومة. عند النقص المعتدل، شعور بالتعب، صداع، وجع اللسان، تقرحات الفم، ضيق التنفس، شعور بالأغماء، سرعة ضربات القلب، تساقط الشعر، انخفاض ضغط الدم، شحوب الجلد، انخفاض القدرة على التفكير، ألم مفصلي شديد وبدء الأعراض العصبية، بما في ذلك الأحاسيس غير الطبيعية مثل الدبابيس والأبر، الخدران، وطنين الأذن، قد تحدث. قد يؤدي النقص الحاد إلى أعراض انخفاض وظائف القلب وظهور الأعراض العصبية الأكثر حدة، بما في ذلك، تغييرات في المنعكس، ضعف وظيفة العضلات، مشاكل الذاكرة، رؤية غير واضحة، الهيجان، المشي غير المستقر، انخفاض التذوق والشم، انخفاض مستوى الوعي، الاكتئاب، الارتباك، القلق، الشعور بالذنب والذهان. إذا تركت دون علاج، يمكن أن تصبح بعض هذه التغييرات دائمة. قد يحدث العقم المؤقت، القابل للعكس مع العلاج. غالبا ما يكون هناك نوع متأخر من فقر الدم المعروف باسم فقر الدم الضخم الأرومات ولكن ليس دائما موجودا. في الرضع الذين يرضعون رضاعة طبيعية من الأمهات النباتيات، يمكن أن يؤدي النقص غير المكتشف وغير المعالج إلى النمو المتدني، انخفاض التطور، وصعوبات في الحركة.
عادة ما ترتبط الأسباب بالحالات التي تؤدي إلى سوء امتصاص فيتامين بي12 كما هو الحال مع التهاب المعدة المناعي الذاتي في فقر الدم الخبيث. تشمل الأسباب الأخرى لإنخفاض الامتصاص إلى الإزالة الجراحية للمعدة، التهاب البنكرياس المزمن، الطفيليات المعوية، بعض الأدوية مثل الاستخدام طويل الأجل لمثبطات مضخة البروتون، حاصرات مستقبلات H2، والميتفورمين، وبعض الاضطرابات الوراثية. يمكن أن يحدث عدم كفاية المدخول لدى النباتيين والذين يعانون من سوء التغذية أيضا. قد تحدث المتطلبات المتزايدة على سبيل المثال لدى الأشخاص المصابين بفيروس نقص المناعة البشرية/الإيدز، وأولئك الذين يعانون من قصر عمر خلايا الدم الحمراء. يعتمد التشخيص عادة على مستويات فيتامين بي12 في الدم أقل من 200–250 بيكوغرام / مل (148 إلى 185 بمول / لتر) في البالغين. التشخيص ليس واضحا دائما لأن مستويات المصل يمكن أن تكون مرتفعة أو طبيعية بشكل خاطئ. قد تشير مستويات حمض الميثيل مالونيك المرتفعة أيضا إلى حدوث النقص. قد لا يعاني الأفراد الذين لديهم قيم منخفضة أو «هامشية» لفيتامين بي12 في النطاق من 200 إلى 300 بيكوغرام / مل (148–221 بمول / لتر) في البداية من علامات أو أعراض عصبية أو دموية.
يتم العلاج عن طريق مكملات فيتامين بي12، إما عن طريق الفم أو الحقن. في البداية بجرعات يومية عالية، تليها جرعات أقل، تواترا مع تحسن الحالة. إذا تم العثور على سبب قابل للعكس، فيجب تصحيح هذا السبب إن أمكن. إذا لم يتم العثور على سبب قابل للعكس، أو إذا وجد أنه لا يمكن القضاء عليه، يوصى عادة بإعطاء فيتامين بي12 مدى الحياة. يمكن الوقاية من نقص فيتامين بي12 عن طريق المكملات الغذائية الذي يوصى به للنباتيون الحوامل ذوات النظام الغذائي النباتي، الجرعات الزائدة غير ضارة عند الآخرين. خطر السمية بسبب فيتامين بي12 منخفض جدا.
يقدر أن نقص فيتامين بي12 في الولايات المتحدة والمملكة المتحدة يحدث في حوالي 6% ممن تقل أعمارهم عن 60 عاما، و20% ممن تزيد أعمارهم عن 60 عاما. في أمريكا اللاتينية، يقدر أن حوالي 40% متأثرين، وقد يصل هذا إلى 80% في أجزاء من أفريقيا وآسيا. يعتبر النقص الهامشي أكثر شيوعا وقد يحدث في ما يصل إلى 40٪ من السكان الغربيين.

## الأعراض، العلامات والمضاعفات

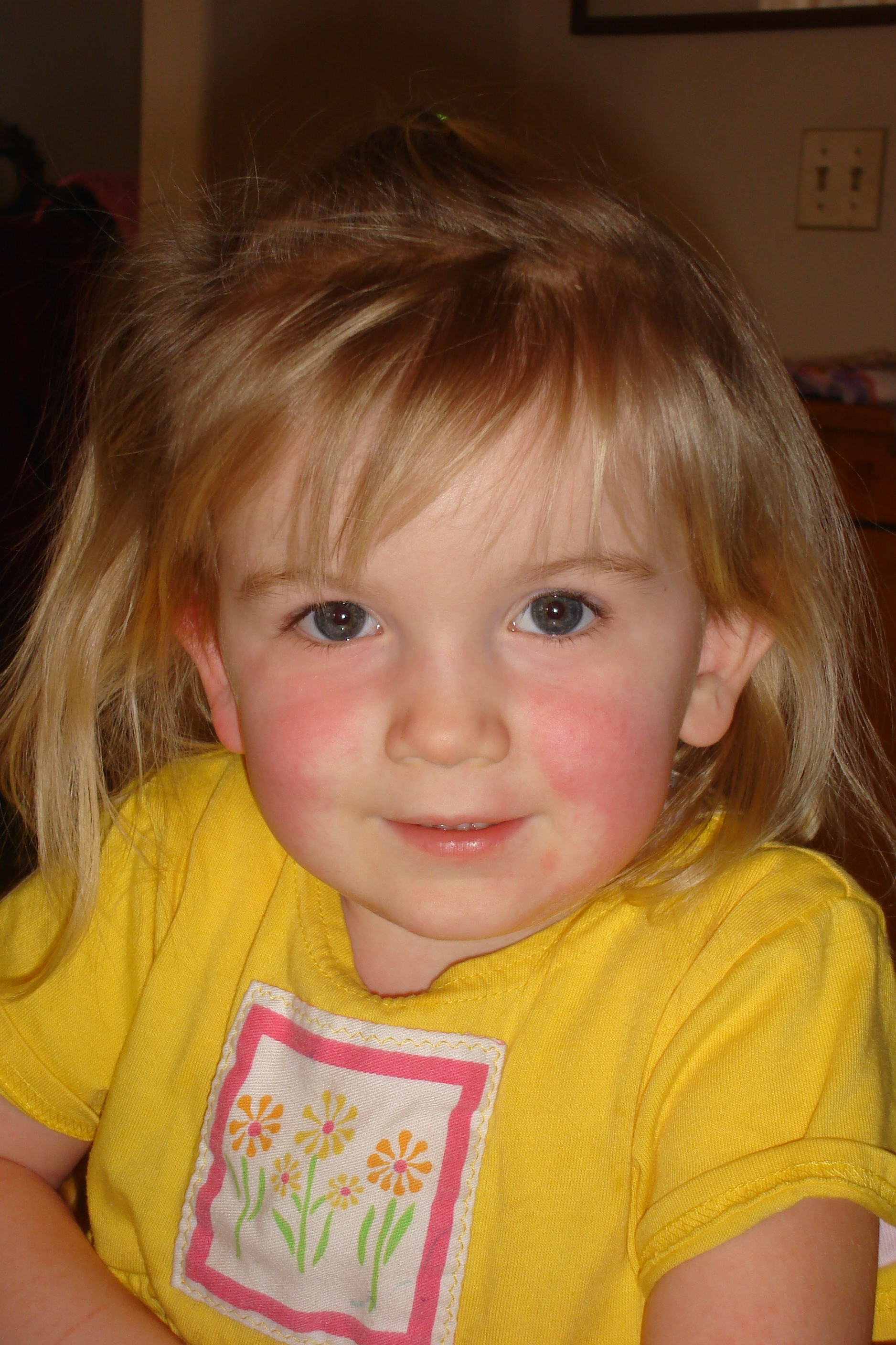
يعتبر الشحوب، إحدى علامات نقص فيتامين بي_{12}

يظهر نقص فيتامين بي12 ببطء ويزداد سوءا بمرور الوقت، ويمكن غالبا الخلط بينه وبين الحالات الأخرى. قد لا يتم التعرف عليه في كثير من الأحيان، حيث يصبح الجسم معتادا على عدم الشعور بصحة جيدة.
يمكن أن يؤدي نقص فيتامين بي12 إلى فقر الدم، والاضطرابات العصبية والهضمية. قد لا يتسبب النقص الخفيف بأي أعراض ملحوظة، ولكن عند مستويات أقل من المعتاد، مجموعة من الأعراض، منها الشعور بالتعب، الضعف، الشعور بالأغماء، الدوخة، الصداع، برودة اليدين والقدمين، تنفس سريع، سرعة ضربات القلب، رعاش، عدم تحمل البرد، حمى منخفضة الدرجة، كدمات أو نزيف سهل، انخفاض ضغط الدم، الشحوب، ألم اللسان، انزعاج المعدة، فقدان الشهية، فقدان الوزن، الإسهال، الإمساك، ألم مفصلي شديد، الشعور بالأحاسيس غير الطبيعية بما في ذلك الخدر والوخز (الدبابيس والأبر) في أصابع اليدين والقدمين، وطنين الأذن، قد تحدث. قد تترافق أعراض واسعة أيضا، بما في ذلك، التهاب الشفة الزاوي، تقرحات الفم، نزف اللثة، ضعف الشعر وتساقطه، الشيب المبكر، مظهر مرهق ودوائر مظلمة حول العينين، وكذلك أظافر هشة.
نقص فيتامين بي12 الشديد يمكن أن يؤدي إلى تلف الخلايا العصبية. إذا حدث ذلك، قد يؤدي نقص فيتامين بي12 إلى فقد الحس، ضياع الإحساس في القدمين، صعوبة المشي، ضعف التوازن، عدم وضوح الرؤية، تغيرات المنعكس، ضعف العضلات، ضعف الشم والتذوق، تغيرات المزاج، انخفاض مستوى الوعي، فقدان الذاكرة، الاكتئاب، الهيجان، القلق، الخراقة، الارتباك، والذهان، وفي الحالات الشديدة، الخرف. يؤثر نقص الأنسجة سلبا على الخلايا العصبية، نخاع العظام، والجلد.
يتكون المجمع العصبي، الذي يعرف بأنه التنكس المشترك تحت الحاد للحبل الشوكي وكذلك (النخاع الشوكي الجنيني)، أو النخاع المفصلي من الأعراض التالية:
1. ضعف إدراك اللمسة العميقة، الضغط والاهتزاز، فقدان حاسة اللمس، خدر مستمر مزعج جدًا
2. ترنح من نوع مسار العمود الظهري
3. انخفاض أو فقدان المنعكسات العميقة للوتر العضلي
4. مُنعكسات مرضية—بابينسكي، روسوليمو وآخرون، أيضًا، شلل جزئي شديد

يشير وجود الأعراض الحركية المحيطية أو التنكس تحت الحاد للحبل الشوكي إلى وجود نقص في فيتامين بي12 بدلا من نقص الفولات. إذا لم يتم معالجة حمض الميثيل مالونيك من قبل فيتامين بي12، فإنه يبقى في الغمد المياليني، مسببًا سهولة في الكسر. قد ارتبط الخرف والاكتئاب مع هذا النقص أيضا، من المحتمل ان يكون السبب من نقص في إنتاج الميثيونين بسبب عدم توافر القدرة لتحويل هوموسيستين إلى هذا المنتج. يعد الميثيونين عاملًا مساعدًا مهمًا في إنتاج العديد من الناقلات العصبية. يمكن أن تحدث كل من هذه الأعراض إما بمفردها أو مع أعراض أخرى. فيتامين بي12 ضروري لنمو الدماغ. يمكن أن يسبب نقصه مشاكل في النمو العصبي يمكن عكسها جزئيا بالعلاج المبكر. قد لا تنعكس أعراض تلف الخلايا العصبية بعد تصحيح اضطرابات الدم إذا لم يتم عكس النقص مبكرا. تم العثور على مجموعة فرعية صغيرة فقط من حالات الخرف يمكن عكسها باستخدام فيتامين بي12. وأيضًا يترافق الطنين مع نقص فيتامين بي12 في الدم.
قد يصاحب نقص فيتامين بي12 بعض اضطرابات الأكل أو الحمية الغذائية التقييدية.

### فقر الدم الخبيث
فقر الدم الخبيث هو مرض يحدث بسبب استجابة المناعة الذاتية التي تنتج أجساما مضادة تهاجم الخلايا الجدارية في بطانة المعدة وتمنعها من خلق العامل الجوهري الضروري لإمتصاص فيتامين بي12. يعتبر السبب الرئيسي والأكثر شيوعا لفقر الدم الناجم عن نقص فيتامين بي12 في البلدان المتقدمة، حيث يتميز بثلاث من الأعراض الرئيسية:
1. فقر الدم المصحوب بداء الأرومة الضخم في نخاع العظم (فقر الدم الضخم الأرومات). هذا بسبب تثبيط تخليق الحمض النووي (خصوصًا، البيورينات والثيميدين).
2. أعراض الجهاز الهضمي: تغير في حركة الأمعاء، مثل الإسهال الخفيف أو الإمساك، وفقدان السيطرة على المثانة أو الأمعاء.[30] يُعتقد أن هذه ناتجة عن خلل في تخليق الحمض النووي الذي يمنع التكاثر في موقع به معدل دوران مرتفع للخلايا. قد يكون هذا أيضًا بسبب هجوم المناعة الذاتية على الخلايا الجدارية للمعدة في فقر الدم الخبيث. هناك ارتباط مع «المعدة البطيخة» (توسع أوعية غار المعدة) وفقر الدم الخبيث.[31]
3. أعراض عصبية: قصور حسي أو حركي (انعكاسات غائبة، اهتزاز ضعيف أو إحساس بلمسة ناعمة)، تنكس مشترك تحت حاد في النخاع الشوكي، أو النوبات.[32][33][34] تشمل أعراض النقص لدى الأطفال التأخر في النمو، التراجع، التهيج، اضطرابات الحركة، ونقص التوتر.[35]

يمكن أن يظهر عدد من الأعراض العصبية عند الأطفال بسبب سوء التغذية أو فقر الدم الخبيث لدى الأم. تشمل ضعف النمو، اللامبالاة، عدم الرغبة في الطعام، والتراجع في التطور. بينما تحل معظم الأعراض بالمكملات، فقد تستمر بعض المشكلات التنموية والمعرفية.

### المخاطر الأيضية في النسل
فيتامين بي12 هو عنصر غذائي دقيق مهم ضروري لدعم الطلبات الأيضية المتزايدة للجنين أثناء الحمل. نقص فيتامين بي12 لدى النساء الحوامل شائع بشكل متزايد وقد ثبت أنه يرتبط بآثار صحية كبيرة على صحة الأم، بما في ذلك زيادة السمنة، وارتفاع مؤشر كتلة الجسم (BMI)، مقاومة الأنسولين، سكري الحمل، وسكري النوع 2 (T2D) في وقت لاحق من الحياة. وجدت دراسة أجريت على السكان البيض الحوامل غير المصابين بمرض السكري في إنجلترا أنه مقابل كل زيادة بنسبة 1٪ في مؤشر كتلة الجسم، كان هناك انخفاض بنسبة 0.6٪ في تعميم فيتامين بي12. علاوة على ذلك، أظهرت دراسة أجريت على الحيوانات في النعاج أن اتباع نظام غذائي مقيد بي12 وحمض الفوليك والميثيونين حول الحمل، أدى إلى ذرية ذات نسبة أعلى من السمنة وضغط الدم ومقاومة الأنسولين والتي يمكن أن تفسر أنماط مثيلة الحمض النووي المتغيرة.
يشارك كل من فيتامين بي12 وحمض الفوليك في دورة التمثيل الغذائي للكربون الواحد. في هذه الدورة، يعتبر فيتامين بي12 عاملاً مساعدًا ضروريًا لميثيونين سينثيز، وهو إنزيم يشارك في مثيلة الهوموسيستين إلى ميثيونين. تشارك مثيلة الحمض النووي في عمل الجينات وهي آلية أساسية للتحكم في الوراثة اللاجينية في الثدييات. تعتمد هذه المثيلة على المتبرعين بالميثيل مثل فيتامين بي12 من النظام الغذائي. نقص فيتامين بي12 لديه القدرة على التأثير على أنماط المثيلة في الحمض النووي، إلى جانب عوامل التخلق الأخرى مثل الميكرو (RNAs)، مما يؤدي إلى التعبير المتغير للجينات. وبالتالي، يمكن للتعبير الجيني المتغير أن يؤدي إلى ضعف نمو الجنين وبرمجة الأمراض غير المعدية.
يرتبط فيتامين بي12 وحالة الفولات أثناء الحمل بزيادة مخاطر انخفاض الوزن عند الولادة، الولادة المبكرة، مقاومة الأنسولين والسمنة في النسل. بالإضافة إلى ذلك، فقد ارتبط بنتائج عكسية للجنين وحديثي الولادة بما في ذلك عيوب الأنبوب العصبي (NTDs) وتأخر تكوّن النخاع أو إزالة الميالين. يمكن أن تكون حالة الأم من فيتامين بي12 مهمة في تحديد الحالة الصحية اللاحقة للطفل، كما هو موضح في دراسة Pune لتغذية الأمهات، التي أجريت في الهند. في هذه الدراسة، أدت الأمهات اللواتي لديهن تركيزات عالية من حمض الفوليك وتركيزات منخفضة من فيتامين بي12 إلى زيادة نسبة السمنة ومقاومة الأنسولين لدى الأطفال في سن السادسة. خطر الإصابة بالسكري الحملي ولاحقًا عند الأمهات.

### فقر الدم
يعتبر نقص فيتامين بي12 من العوامل الأساسية المؤدية لظهور فقر الدم. في البلدان التي يشيع فيها نقص فيتامين بي12، يفترض عمومًا أن هناك خطرا أكبر للإصابة بفقر الدم. ومع ذلك، فإن المساهمة الإجمالية لنقص فيتامين بي12 في حدوث فقر الدم على الصعيد العالمي قد لا تكون كبيرة، إلا في حالات سوء الامتصاص، كبار السن، النباتيين، وبعض الإضطرابات الوراثية. عندما يكون عدد خلايا الدم الحمراء أقل من المعتاد لا تحصل أنسجة الجسم وأعضائه على كمية كافية من الأكسجين، تعرف هذه الحالة بفقر الدم. يتميز فقر الدم الضخم الأرومات الناجم عن نقص فيتامين بي12 بخلايا دم الحمراء التي تكون أكبر من الطبيعي وغير قادرة على إيصال الأكسجين إلى أعضاء الجسم. تشير هذه الحالة السريرية إلى تخليق متغير للحمض النووي، حيث يعتبر فيتامين بي12 ضروري لإنتاج ونُضج خلايا الدم الحمراء في نخاع العظم. عادة، مايبلغ المرضى البالغون إلى العناية الطبية عن الأعراض المتعلقة بفقر الدم، مثل الشعور بالتعب والضعف، ضيق التنفس، عدم تحمل المجهود، الشعور بالأغماء، الصداع، الشحوب، جفاف الشفاه واضطراب التذوق. يعتبر فقر الدم الخبيث السبب الأكثر شيوعا لفقر الدم الناجم عن نقص فيتامين بي12 لدى البالغين، الذي يعتمد على عدم كفاية امتصاص فيتامين بي12 بسبب نقص أو فقدان العامل الجوهري.
هناك عدد قليل نسبيا من الدراسات التي قيمت تأثير تدابير أمراض الدم استجابةً لمكملات فيتامين بي12. ذكرت إحدى الدراسات التي أجريت على 184 طفلا رضيعا، أن الأفراد الذين يعطون حقنا شهرية بفيتامين بي12 (100 ميكروغرام) أو يتناولون مكملات من فيتامين بي12 وحمض الفوليك (100 ميكروغرام / يوم)، كانت لديهم تركيزات أعلى من الهيموجلوبين بعد 10–12 أسبوعا، مقارنة بالأشخاص الذين يتناولون فقط حمض الفوليك أو أولئك الذين لا يأخذون حقن فيتامين بي12. في النساء البالغات المكسيكيات اللواتي يعانين من نقص في مرحلة ما قبل المدرسة، وجد أن مكملات فيتامين بي12 لم تؤثر على أي متغيرات دموية.

### التدهور العصبي والمعرفي
يرتبط النقص الحاد في فيتامين بي12 بالتنكس المشترك تحت الحاد في النخاع الشوكي، والذي ينطوي على إزالة الميالين من الأعمدة الخلفية والجانبية للحبل الشوكي. تشمل الأعراض ضعف الذاكرة والإدراك، الفقدان الحسي، الاضطرابات الحركية، ضياع الإحساس بالقدمين، فقدان وظائف العمود الخلفي، والاضطرابات في استقبال الحس العميق. في المراحل المتقدمة من نقص فيتامين بي12، لوحظت حالات الذهان وجنون العظمة والاكتئاب الشديد، مما قد يؤدي إلى إعاقة دائمة إذا تركت دون علاج. وقد أظهرت الدراسات الانعكاس السريع للأعراض العصبية لنقص فيتامين بي12، بعد العلاج بجرعة عالية من مكملات فيتامين بي12؛ مما يشير إلى أهمية العلاج الفوري في عكس المظاهر العصبية.
فيتامين بي12 مهم للحفاظ على الوظيفة العصبية والصحة النفسية. تشمل المظاهر النفسية لنقص فيتامين بي12 الهلوسة، الهيجان، تغيرات الشخصية، الجنون، انخفاض القدرة المعرفية "ضباب الدماغ"، فقدان الذاكرة، الارتباك، الاكتئاب، والخرف. يتم وصف هذه المشاكل من خلال آليات مختلفة مثل الإنتاج المختل للناقلات العصبية وارتفاع مستويات الهموسيستين وحمض الميثيل مالونيك (MMA). عندما لا يكون هناك سبب واضح آخر للاضطرابات النفسية، يجب النظر في الفحص والمكملات الغذائية بفيتامين بي12. هناك دراسات تدخل محدودة حققت في تأثير مكملات فيتامين بي12 والوظيفة المعرفية في الأشخاص الأخرون.

### أمراض القلب والأوعية الدموية
استكشفت دراسات متعددة العلاقة بين فيتامين بي12 ونتائج الأمراض الأيضية، مثل السمنة، مقاومة الأنسولين، وتطور أمراض القلب والأوعية الدموية. فيتامين بي12 هو أيضا إنزيم مساعد يحول ميثيل مالونيل-CoA إلى succinyl-CoA في دورة الكربون الواحدة. إذا لم يحدث هذا التفاعل، فإن مستويات ميثيل مالونيل-CoA ترتفع، مما يمنع الإنزيم المحدد للمعدل لأكسدة الأحماض الدهنية (CPT1 - كارنيتين بالميتويل ترانسفاناز)، مما يؤدي إلى توليد الدهون ومقاومة الأنسولين. يمكن أن يؤدي نقص فيتامين بي12 إلى التعب وعدم وجود دافع لممارسة الرياضة.
كان التحقيق في العلاقة بين أمراض القلب والأوعية الدموية وفيتامين بي12 محدودا، ولا يزال هناك جدل حول ما إذا كان التدخل الأولي مع فيتامين بي12 سيقلل من أمراض القلب والأوعية الدموية. يمكن أن يضعف نقص فيتامين بي12 إعادة مثيلة الهوموسيستين في دورة الميثيونين، ويؤدي إلى ارتفاع مستويات الهوموسيستين. هناك الكثير من الأدلة التي تربط تركيزات الهوموسيستين المرتفعة بزيادة خطر الإصابة بأمراض القلب والأوعية الدموية، وأدت علاجات خفض الهوموسيستين إلى تحسينات في تفاعل القلب والأوعية الدموية وعوامل التخثر. في البالغين الذين يعانون من متلازمة التمثيل الغذائي، كان لدى الأفراد الذين لديهم مستويات منخفضة من فيتامين بي12 مستويات أعلى من الهوموسيستين مقارنة بالأشخاص الأصحاء. وبالتالي من الممكن أن يعزز نقص فيتامين بي12 خطر الإصابة بأمراض القلب والأوعية الدموية لدى الأفراد الذين يعانون من السمنة المفرطة. بدلا من ذلك، قد تزيد المستويات المنخفضة من فيتامين بي12 من مستويات البروتينات المؤيدة للالتهابات التي قد تحفز السكتة الدماغية الإقفارية. كما أبلغت بعض الدراسات عن عدم وجود نقص في فيتامين بي12 لدى الأفراد الذين يعانون من السمنة المفرطة. يمكن أن يؤدي النقص الخطير في فيتامين بي12 إلى زيادة خطر الإصابة بأمراض القلب والأوعية الدموية، ولكن لا توجد بيانات تدعم مكملات فيتامين بي12 بشأن الحد من المخاطر على أولئك الذين لا يعانون من نقص.

### هشاشة العظام
من الممكن أن تكون هشاشة العظام مرتبطة بأنخفاض تركيز فيتامين بي12 في الدم. وجدت الدراسات وجود صلة بين ارتفاع tHcy البلازما وزيادة خطر الإصابة بكسور العظام، ولكن من غير المعروف ما إذا كان هذا مرتبطًا بزيادة مستويات tHcy أو بمستويات فيتامين بي12 (التي تشارك في استقلاب الهوموسيستين).
بالنظر إلى أنه تم العثور على ضعف تمعدن العظام لدى الأفراد الذين يعانون من فقر الدم الخبيث، وأن محتوى فيتامين بي12 داخل خلايا العظام في الأدبيات الطبية قد أظهر أنه يؤثر على عمل خلايا تكوين العظام (الأرومات العظمية)؛ من الممكن أن يرتبط نقص بي12 سببيا بسوء صحة العظام.
أسفرت تجارب التدخل العشوائية التي تحقق في ارتباط مكملات بي12 وصحة العظام عن نتائج مختلطة - حيث وجدت دراستان تأثيرات إيجابية بين مكملات فيتامينات ب على كثافة العظام على المرضى المعرضين لخطر الإصابة بهشاشة العظام والذين يعانون من فرط الهوموسستئين في الدم. ومع ذلك، لم يلاحظ أي تحسن في كثافة المعادن بالعظام في مجموعة من كبار السن الأصحاء. علاوة على ذلك، هناك حاجة لتجارب أكثر تأكيدًا لتأثير وآليات نقص فيتامين بي12 على تمعدن العظام.

## الأسباب
يمكن ان يحدث نقص فيتامين بي12 بسبب سوء الامتصاص، عدم كفاية المدخول الغذائي، أو زيادة المتطلبات. يفسر سوء الامتصاص معظم حالات نقص فيتامين بي12، ولكن يمكن أن ينتج أيضا عن عوامل أخرى.

### سوء الامتصاص
- فقدان العامل الجوهري: العامل الجوهري هو بروتين يصنع في المعدة مطلوب في اللفائفي لامتصاص فيتامين بي12. يرجع نقص العامل الجوهري بشكل شائع إلى هجوم المناعة الذاتية على الخلايا التي تخلقه في المعدة، وتأخذ هذه الحالة اسم "فقر الدم الخبيث".[84][85] يمكن اعتبار فقر الدم الخبيث مرحلة نهائية من التهاب المعدة المناعي الذاتي، وهو مرض يتميز بضمور المعدة ووجود أجسام مضادة للخلايا الجدارية والعامل الجوهري.[86] يمكن أن يحدث ذلك أيضا بعد الاستئصال الجراحي لكل أو جزء من المعدة أو الأمعاء الدقيقة، من اضطراب وراثي، أو من أمراض تلحق الضرر ببطانة المعدة.[87] جراحات المعدة التي تنطوي على إزالة كل أو جزء من المعدة، أو من الأمعاء، قد تشمل جراحة المجازة المعدية على شكل-Y أو الإزالة الجراحية للأمعاء كما هو الحال مع متلازمة الامعاء القصيرة.[84]
- مشاكل في الجهاز الهضمي: الحالات التي يمكن أن تؤدي إلى سوء امتصاص فيتامين بي12 قد تشمل فقد حمض المعدة، داء كرون، مرض السيلياك، والتهاب البنكرياس المزمن، وبعض الطفيليات المعوية.[88] يمكن أن يؤدي فقد حمض المعدة (بما في ذلك المستحثة صناعيا بواسطة الأدوية مثل مثبطات مضخة البروتون ومضادات مستقبلات الهيستامين 2) إلى ضعف امتصاص فيتامين بي12 من الطعام، لان حمض المعدة ضروري لفصل فيتامين بي12 عن بروتينات الطعام وبروتينات اللعاب الملزمة.[89] كبار السن أكثر عرضة لمشاكل في الجهاز الهضمي التي تجعل من الصعب امتصاص فيتامين بي12، وغالبا ما يكون لديهم درجة معينة من فقد حمض المعدة دون نقص العامل الجوهري رسميا.[90] حيث لا تؤثر هذه العملية على امتصاص كميات صغيرة من فيتامين بي12 في المكملات الغذائية مثل الفيتامينات المتعددة، لأنها لا ترتبط بالبروتينات، كما هو الحال مع فيتامين بي12 في الأطعمة.[91] بعض أنواع العدوى مثل الدودة الشريطية السمكية، داء الجيارديات، التي تسببها الطفيليات يمكن أن تؤدي إلى سوء الامتصاص.[92][93] يمكن أن ينتج سوء الامتصاص أيضا عن متلازمة العروة العمياء حيث تمتص البكتيريا في الأمعاء الدقيقة الفيتامين.[94] ارتبط نقص فيتامين بي12 الناجم عن العدوى لفترات بواسطة جرثومة المعدة (الملوية البوابية) بشكل إيجابي بإيجابية CagA والنشاط الالتهابي في المعدة، بدلا من ضمور المعدة.[95]
- الأدوية: تناول بعض الأدوية يمكن أن يؤدي الى سوء امتصاص فيتامين بي12 الغذائي مع مرور الوقت.[1] وتشمل هذه أدوية حرقة المعدة، والميتفورمين لعلاج مرض السكري.[96][97]
- اضطراب جيني، يمكن أن تكون نقص ترانسكوبالامين الثاني الموروث، أو متلازمة إمرسلوند–جراسبك سببا.[98]
- إساءة استخدام لأكسيد النيتروز، والاستخدام الترفيهي.[99]

### عدم كفاية المدخول
لا يمكن لجسم الإنسان أن ينتج فيتامين بي12، ويجب الحصول عليه من النظام الغذائي. يحصل الجسم عادة على ما يكفي من فيتامين بي12 من الأطعمة ذات المصادر الحيوانية. يمكن أن يؤدي عدم كفاية المدخول الغذائي من المنتجات الحيوانية مثل البيض، اللحوم، الحليب، الأسماك، الطيور (وبعض أنواع الطحالب الصالحة للأكل) إلى حالة النقص. يتعرض الخضريين، وبدرجة أقل النباتيين، لخطر الإصابة بنقص فيتامين بي12 إذا لم يستهلكوا مكملات غذائية أو أطعمة مدعمة بالفيتامينات. يتعرض الأطفال لخطر أكبر للإصابة بنقص فيتامين بي12 بسبب عدم كفاية المدخول الغذائي، حيث يكون لديهم مخزون أقل من الفيتامينات واحتياج أكبر نسبيا من الفيتامينات لكل سعرة حرارية من الطعام.

### زيادة المتطلبات
يمكن أن تحدث احتياجات الجسم المتزايدة بسبب الإيدز وانحلال الدم (انهيار خلايا الدم الحمراء)، مما يحفز زيادة إنتاج الخلايا الحمراء.

## الآلية

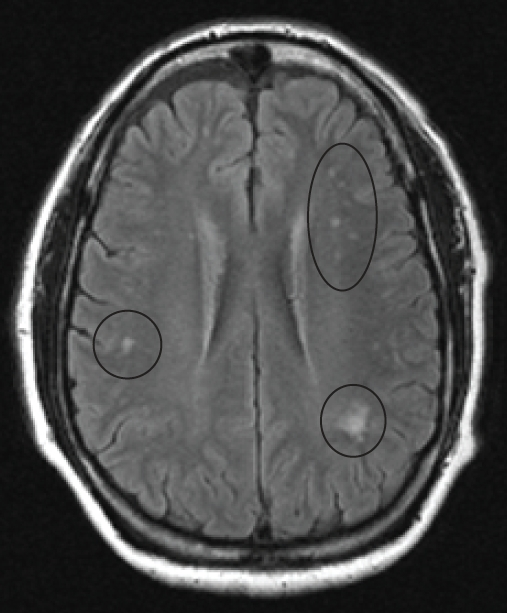
صورة التصوير بالرنين المغناطيسي للدماغ في نقص فيتامين بي_{12}، منظر محوري يظهر "صورة استعادة السائل الموهن بالانقلاب": لاحظ الآفات غير الطبيعية (المدورة) في المنطقة المحيطة بالبطين مما يشير إلى أمراض المادة البيضاء.

### فسيولوجي
تتراوح الكمية الإجمالية لفيتامين بي12 المخزنة في الجسم بين 2 و5 ملليغرامات لدى البالغين. يتم تخزين ما يقارب 50٪ في الكبد، ولكن يتم فقدان ما يقرب من 0.1٪ كل يوم، بسبب الإفرازات في الأمعاء—لا يتم إعادة امتصاص كافة الفيتامين الموجود في الأمعاء. في حين أن الصفراء هي الوسيلة الرئيسية لإفراز بي12، يتم إعادة تدوير معظم هذا عن طريق الدورة الدموية المعوية الكبدية. نظرًا للكفاءة القصوى لهذه الآلية، يمكن للكبد تخزين ما يكفي من فيتامين بي12 لمدة ثلاثة إلى خمس سنوات في ظل ظروف طبيعية وفاعلة الوظيفة. ومع ذلك، فإن تغير معدل مستويات فيتامين بي12 عند انخفاض التناول الغذائي يعتمد على التوازن بين متغيرات عديدة.
فسيولوجيا الإنسان لامتصاص فيتامين بي12 النشط من الطعام معقدة. عندما يتم تناول الأطعمة التي تحتوي على فيتامين بي12، فعادة ما يرتبط الفيتامين بالبروتين ويتم إطلاقه بواسطة البروتياز الذي يفرزه البنكرياس في الأمعاء الدقيقة. بعد إطلاقه، يتم امتصاص معظم فيتامين بي12 في اللفائفي الجزء الأخير من الأمعاء الدقيقة، بعد الارتباط ببروتين يعرف باسم العامل الجوهري.

### فيسولوجيا مرضية
يسبب نقص فيتامين بي12 تغيرات محددة لأيض مادتين ذات صلة بالمعالجة السريرية عند البشر:
1. الهوموسيستين (الهوموسيستين إلى الميثيونين، يحفزه سينسيز الميثيونين) مما يؤدي إلى فرط هوموسيستين الدم الذي يؤدي إلى الدوالي الوريدية.
2. حمض الميثيل مالونيك (ميثيل مالونيل التميم A إلى سكسينيل التميم A، والتي يتم إنتاج ميثيل مالونيل التميم A من حمض الميثيل مالونيك في تفاعل سابق)

يتم تنشيط الميثيونين إلى S-adenosyl-الميثيونين، الذي يساعد في تخليق البيورين، الثيميدين، إنتاج المايلين، والبروتين/الناقلات العصبية/الأحماض الدهنية/إنتاج الدهون الفوسفورية ومثيلة الحمض النووي. يزود 5-ميثيل رباعي هيدروفولات مجموعة ميثيل، التي يتم تحريرها إلى التفاعل مع الهوموسيستين، منتجة الميثيونين. يحتاج هذا التفاعل إلى كوبالامين كعامل مساعد. إنتاج 5- ميثيل رباعي هيدروفولات هو تفاعل غير عكسي. إذا كان هنالك غياب لفيتامين بي12 فإن التفاعل الأمامي من الهوموسيستين إلى الميثيونين لا يحدث، ويتم توقيف تجديد رباعي هيدروفولات. بسبب مشاركة فيتامين بي12 والفولات (ملح حمض الفوليك) في أيض الهوموسيستين، فإن فرط الهوموسيستين في الدم هو علامة غير محددة للنقص. يستخدم حمض الميثيل مالونيك كاختبار خاص لنقص فيتامين بي12.

### الجهاز العصبي
تكون الأنسجة العصبية في حالة اسنفجية الشكل مع وذمة للألياف ونقص في الأنسجة. يتحلل المايلين، إلى جانب الألياف المحورية. في المراحل اللاحقة، يحدث التصلب الليفي للأنسجة العصبية. تحدث هذه التغييرات في الأجزاء الظهرية من النخاع الشوكي والمسالك الهرمية في الحبال الجانبية وتسمى التنكس المشترك تحت الحاد للحبل الشوكي.
في الدماغ نفسه، تكون التغييرات أقل حدة: تحدث عندما تتحلل مصادر صغيرة من الألياف العصبية وتراكم الخلايا النجمية، وعادة ما تكون تحت القشرة، وكذلك نزيف دائري مع طارة من الخلايا الدبقية. يمكن أن يتم ملاحظة التغيرات المرضية أيضاً في الجذور الخلفية للحبل، وإلى حد أقل، في الأعصاب الطرفية. يمكن أن تلاحظ الاضطرابات باستخدام التصوير بالرنين المغناطيسي.

## التشخيص
يتم تحديد تشخيص نقص فيتامين بي12 من خلال مستويات الدم الأقل من 200 أو 250 بيكوغرام لكل مل (148 أو 185 بيكومول لكل لتر). قياس حمض ميثيل مالونيك الدم، وهو مستقلب مرتبط بفيتامين بي12، يعتبر دليل حيوي شائع الاستخدام. غالبا ما يشتبه في النقص أولا، حيث يتطلب التشخيص عادة عدة اختبارات. لا يوجد تشخيص جوهري لتأكيد نقص فيتامين بي12.
قد تظهر اختبارات الدم مستويات منخفضة من فيتامين بي12، مستويات مرتفعة من حمض الميثيل مالونيك و/أو الهوموسيستين، وقد يظهر تعداد الدم الكامل الروتيني فقر الدم مع ارتفاع متوسط الحجم الكروي (MCV). قد يشير وجود أجسام مضادة للخلايا الجدارية والعامل الجوهري إلى فقر الدم الخبيث.
يمكن أن يتطور النقص بدون فقر الدم أو ضمن مستويات فيتامين بي12 الطبيعية، فحص حمض الميثيل مالونيك و/أو الهوموسيستين مطلوب. يشير أرتفاع المستويات إلى حدوث النقص، في العادة تكون المؤشرات موثوقة أكثر. في بعض الحالات، قد يتم اللجوء إلى عينة الدم الطرفية؛ مما قد تتيح رؤية الخلايا الكبيرة والكريات البيض متعددة الأشكال النووية المجزأة. يمكن أن تسبق الأعراض العصبية والنفسية علامات الدم وغالبا ما تكون مظهرا من مظاهر نقص فيتامين بي12. يمكن منع أو اخفاء فقر الدم بواسطة حمض الفوليك الذي ينشط رباعي هيدروفولات اللازم لتخليق الحمض النووي.
إذا كان تلف الجهاز العصبي موجودا ولم يكن اختبار الدم حاسما، فيمكن إجراء ثقب قطني لقياس مستويات السائل النخاعي B-12. في شفط نخاع العظام أو الخزعة، ترى الأرومات الضخمة.
كان اختبار شيلينج طريقة نظائر لاسلكية، عفا عليها الزمن الآن - لاختبار انخفاض مستويات فيتامين بي12.

### مستوى المصل
مستوى فيتامين بي12 المعزول في المصل لديه حساسية وخصوصية ضعيفة للكشف عن النقص بشكل موثوق؛ يمكن أن يكون منخفضا بشكل خاطئ في بعض الأفراد، ويمكن أن يكون طبيعيا أو مرتفعا بشكل خاطئ في أولئك الذين يعانون من نقص فعلي. من الممكن تحديد نقص فيتامين بي12، لكن ليس دائما. هذا يعني أنه يقيس أشكال فيتامين بي12 «النشطة» والتي يمكن استخدامها من قبل الجسم، وكذلك الأشكال «غير النشطة»، والتي لا يمكن استخدامها. يمكن أن يتطور النقص ضمن المستويات الطبيعية، لذلك يجب أخذ الأعراض السريرية في الأعتبار عند إجراء التشخيص. تعتبر مستويات الدم الطبيعية أعلى من 400 بيكوغرام لكل مل على الأقل لدى البالغين. طرح بعض الباحثين بأن المعايير القياسية الحالية لمستويات فيتامين بي12 منخفضة جدا. الحد الأدنى الطبيعي في الدراسات اليابانية لمستويات فيتامين بي12 هو 500 بيكوغرام لكل مل.

## العلاج

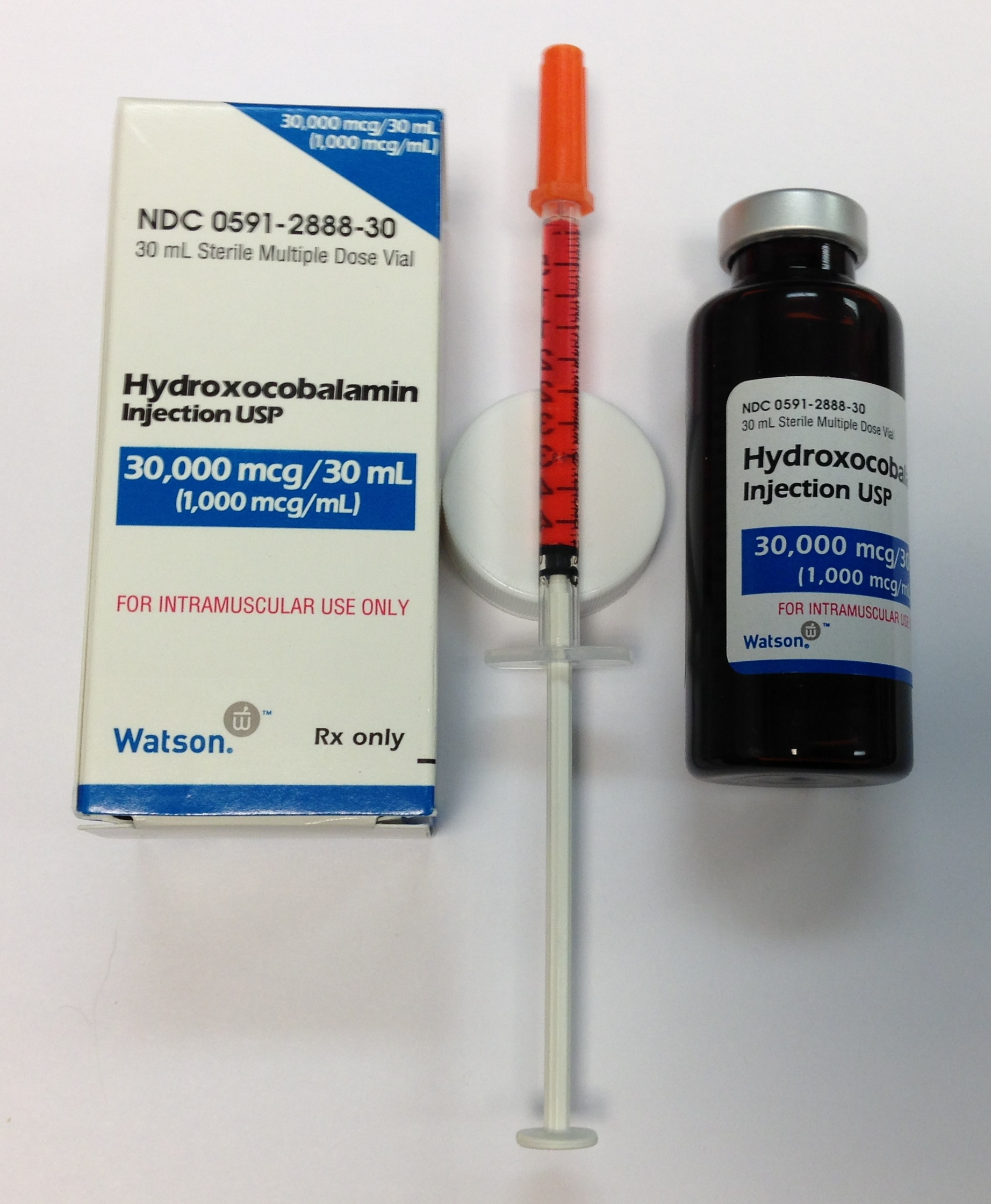
حقنة الهيدروكسوبالامين هي عبارة عن محلول سائل أحمر صافي للهيدروكسوبالامين.

يجب أن يأخذ العلاج في الاعتبار سبب وشدة الحالة. يتم العلاج عن طريق مكملات فيتامين بي12، إما عن طريق الفم أو عن طريق الحقن. في البداية بجرعات يومية عالية، تليها جرعات أقل، تواترا مع تحسن الحالة. إذا تم العثور على سبب قابل للعكس، فيجب تصحيح هذا السبب إن أمكن. إذا لم يتم العثور على سبب قابل للعكس، أو إذا وجد أنه لا يمكن القضاء عليه، يوصى عادة بإعطاء فيتامين بي12 مدى الحياة. يتطلب نقص فيتامين بي12 الأكثر خطورة الحقن في البداية. أشارت دراسة أجريت عام 2019 إلى أن فيتامين بي12 عن طريق الفم أقل شأنا من الحقن، حيث "لا يوجد دليل في الدراسات المستقبلية الكبيرة مزدوجة التعمية على أن المكملات عن طريق الفم فعالة في الحد من الأعراض المرتبطة بنقص فيتامين بي12 مثل العلاج بالحقن."
هناك خطر من أن حمض الفوليك الذي يعطى لأولئك الذين يعانون من نقص فيتامين بي12 غير المعالج قد يخفي فقر الدم دون حل المشكلة المطروحة، والتي إذا تركت دون علاج، يمكن أن تسبب آثارا جانبية خطيرة دائمة تؤثر على الجهاز العصبي والدماغ.
قياس قيم فيتامين بي12 أثناء العلاج أو بعده، بهدف قياس فعالية العلاج، لا فائدة منه.

## الوبائيات
يعد نقص فيتامين بي12 شائعا ويحدث في جميع أنحاء العالم. في الولايات المتحدة والمملكة المتحدة، يعاني حوالي 6% من عامة السكان من النقص. في أولئك الذين تزيد أعمارهم عن الستين، حوالي 20% يعانون من نقص. بل إن المعدلات أعلى في البلدان النامية: 40% في أمريكا اللاتينية يعانون من النقص؛ في بعض أجزاء أفريقيا، 70 في المائة؛ وفي بعض أجزاء الهند، 70 إلى 80 بالمائة.
وفقًا لمنظمة الصحة العالمية (WHO)، يمكن اعتبار نقص فيتامين بي12 مشكلة صحية عامة عالمية تؤثر على ملايين الأفراد. ومع ذلك - فإن حدوث وانتشار نقص فيتامين بي12 في جميع أنحاء العالم غير معروف بسبب محدودية البيانات السكانية المتاحة (راجع الجدول أدناه).
تشير دراسة في عام 2000 بأن نقص فيتامين بي12 أكثر انتشارا على بعد واسع مما كان يعتقد سابقا. أوجدت الدراسة بأن 39% من المجموعة التي تم دراستها المكونة من 3000 كانت لديهم قيم منخفضة. استخدمت دراسة جامعة تافتس تركيز فيتامين بي12 258 بيكومول/لتر (350 بيكوغرام/مليلتر) كمعيار «للمستوى المنخفض». ومع ذلك، فإن الدراسات الحديثة أوجدت بإن نقص فيتامين بي12 يمكن أن يحدث مع تراكيز لفيتامين بي12 أعلى (500-600 بيكوغرام/مليلتر). على نقيض هذه الخلفية، هنالك أسباب لاعتقاد بأن نقص فيتامين بي12 موجودة في نسب أكثر بكثير من السكان عوضا عن 39% كما ذكرتها جامعة تافتس.
إن نقص فيتامين بي12 منتشر على نطاق واسع في العالم النامي، مع مستويات ملحوظة للنقص في أفريقيا، كينيا، الهند، المكسيك، فنزويلا، أيضًا وفي جنوب ووسط أمريكا. ويفسر ذلك بسبب قلة تناول المنتجات اللحومية، خاصة بين الفقراء.
يكون نقص فيتامين بي12 أكثر شيوعا عند كبار السن. ويعود السبب لانخفاض امتصاص بي12 بشكل كبير في وجود التهاب المعدة الضموري، الذي يكون شائعا عند كبار السن.
جدول يوضح انتشار نقص فيتامين بي12 في جميع أنحاء العالم (المصل/البلازما B12 أقل من 200 pg/mL)
| الفئة                           | عدد الدراسات | عدد المشاركون | نقص فيتامين بي12 (%) |
| الأطفال (أقل من سنة إلى 18 سنة) | 14           | 22,331        | 12.5                 |
| النساء الحوامل                  | 11           | 11,381        | 27.5                 |
| النساء غير الحوامل              | 16           | 18,520        | 16                   |
| جميع البالغين (أقل من 60 عامًا)  | 18           | 81.438        | 6                    |
| كبار السن (60+ عامًا)            | 25           | 30,449        | 19                   |

مستمدة من الجدول 2 المتاح على

## التاريخ
في البداية، تم وصف الأعراض من قبل الدكتور جيمس سكارث كومب لأول مرة في معاملات الجمعية الطبية العلاجية في إدنبرة في عام 1824. بين عامي 1849 و1887، وصف توماس أديسون حالة من فقر الدم الخبيث، والتي سُميت لاحقا ”أنيميا أديسون“، ووصف ويليام أوسلر وويليام جاردنر حالة اعتلال الأعصاب لأول مرة، ووصف هايم خلايا حمراء كبيرة في الدم في هذه الحالة، والتي أطلق عليها اسم «كريات الدم العملاقة» (تسمى الآن الخلايا الكبيرة)، حدد باول إرليش الأرومات الضخمة في نخاع العظم، ووصف لودفيغ ليشثيم حالة من اعتلال النخاع.
كان فقر الدم الخبيث مرضًا قاتلا قبل حوالي عام 1920 — حتى تم التعرف على أهمية الكبد في تكون الدم، كان علاج فقر الدم الخبيث غير ناجح وتعسفي. قد يكون هذا قد حفز جورج ويبل، المهتم بأمراض الكبد، للتحقيق في دور الكبد في تكون الدم، حيث درس ويبل وهوبر وروبشيت عددًا متنوعًا من العلاجات للأثار على الهيموغلوبين وتجديد الدم — من بينها الكبد النيء فقط أظهر وعدا حقيقيا. يُقال إن الصدفة لعبت دورًا في هذا الاكتشاف، حيث لاحظ جورج ويبل أن تجدد الدم كان سيئًا في الكلاب التي تتغذى بالكبد المطبوخ بعد فقدان الدم المزمن. لو لم يكن فني المختبر الكسول قد أعطى الكلاب كبدًا نيئًا، فربما لم يتم اكتشاف الاستجابة الأكثر دراماتيكية في تلك المرحلة من التاريخ. تقريبا في 1926، سعى جورج مينوت وويليام بي مورفي، اللذان علما باكتشاف ويبل، تجربة الكبد النيء كعلاج لفقر الدم الخبيث، حيث تم افتراض أن تناول الكبد قد يعالج فقر الدم الخبيث. أعد إدوين كون مستخلصا للكبد كان أقوى بنسبة 50 إلى 100 مرة في علاج فقر الدم الخبيث من منتجات الكبد الطبيعية. أوضح ويليام كاسل أن عصارة المعدة تحتوي على «عامل جوهري» والذي عندما يقترن بتناول اللحوم يؤدي إلى امتصاص الفيتامين في هذه الحالة. في عام 1934، شارك جورج ويبل في جائزة نوبل في علم وظائف الأعضاء والطب مع ويليام بي مورفي وجورج مينوت لاكتشاف علاج لمرض قاتل سابقا لسبب غير معروف باستخدام تركيز الكبد، والذي وجد لاحقا أنه يحتوي على كميات كبيرة من فيتامين بي12.

## الحيوانات الأخرى

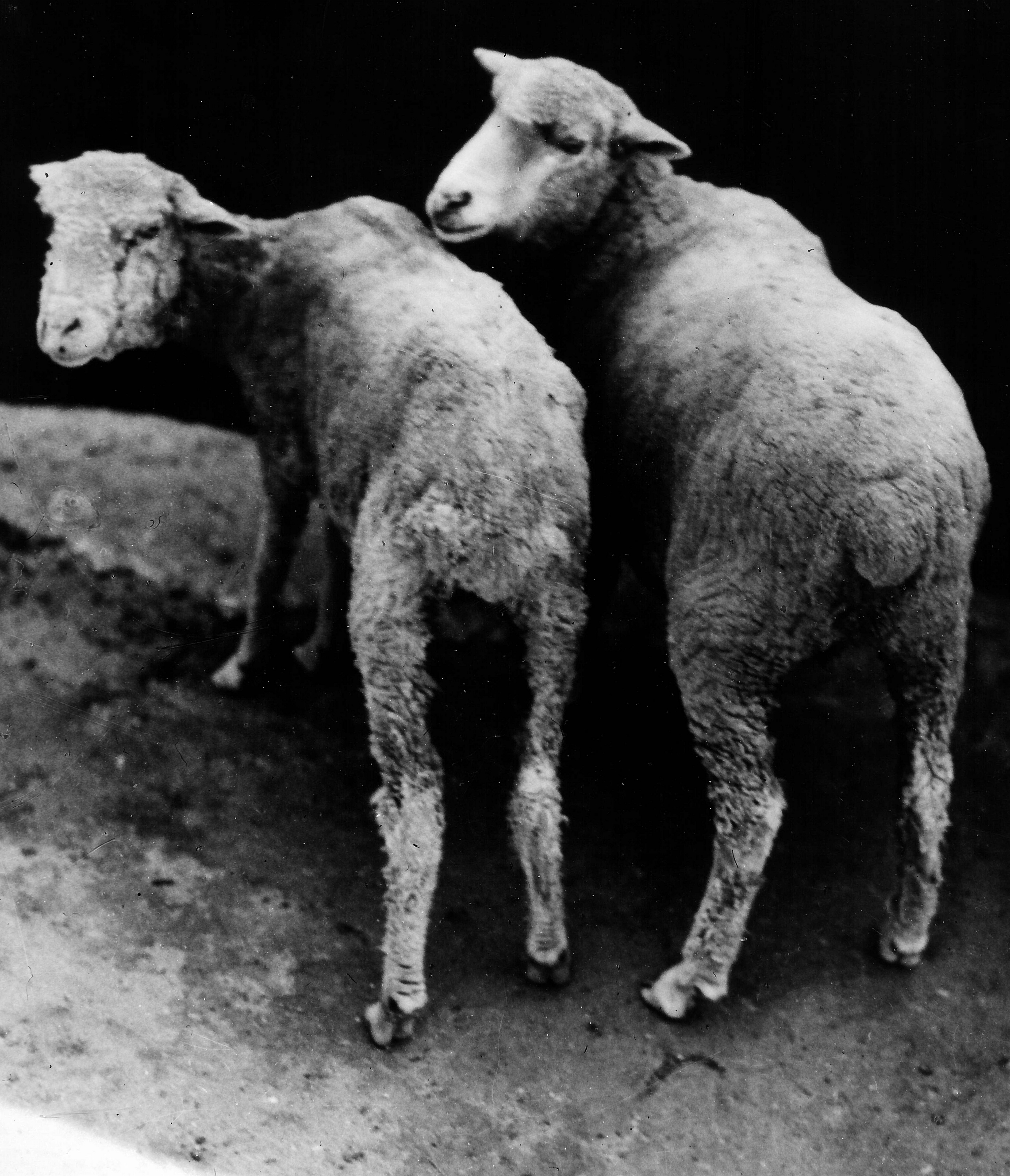
خراف تُعاني من عوز الكوبالت.

المجترات، مثل الماشية والأغنام، تمتص فيتامين بي12 الذي يتم تصنيعه بواسطة بكتيريا الأمعاء الخاصة بها. يجب استهلاك كميات كافية من الكوبالت والنحاس لحدوث توليف فيتامين بي12. في أوائل القرن العشرين، أثناء تطوير زراعة الهضبة البركانية للجزيرة الشمالية في نيوزيلندا، كان للماشية ما يسمى «مرض الأدغال». تم اكتشاف في عام 1934 أن التربة البركانية تفتقر إلى أملاح الكوبالت الضرورية لتوليف فيتامين بي12 بواسطة بكتيريا الأمعاء. وجد أن «مرض الساحل» للأغنام في الكثبان الرملية الساحلية في جنوب أستراليا في ثلاثينيات القرن العشرين ينشأ في نقص التغذية في العناصر النزرة، الكوبالت، والنحاس. يؤثّر نقص الكوبالت على صحّة المواشي، إذ يؤدّي إلى اضطراب في النموّ والرضاعة وحدوث حالة من فقر الدم وفقدان الشهية. تم التغلب على نقص الكوبالت من خلال تطوير «رصاص الكوبالت»، والكريات الكثيفة من أكسيد الكوبالت الممزوجة بالطين المعطاة عن طريق الفم، والتي تم الاحتفاظ بها بعد ذلك في الكرش الحيواني.

## قراءات إضافية
- Pacholok، Sally M.؛ Stuart، Jeffrey J. (2011). Could It Be B12?: An Epidemic of Misdiagnoses. Fresno, CA: Linden Publishing. ISBN:978-1-61035-065-5. {{استشهاد بكتاب}}: تجاهل المحلل الوسيط |name-list-format= لأنه غير معروف، ويقترح استخدام |name-list-style= (مساعدة)
- Hooper، M. (2012). Pernicious Anaemia: The Forgotten Disease - the causes and consequences of Vitamin B12 Deficiency. London: Hammersmith Press. ISBN:978-1-78161-004-6. {{استشهاد بكتاب}}: تجاهل المحلل الوسيط |name-list-format= لأنه غير معروف، ويقترح استخدام |name-list-style= (مساعدة)

## وصلات خارجية
- http://www.webmd.com/a-to-z-guides/vitamin-b12-deficiency-anemia-topic-overview WebMD overview
- Vitamin B12 and Folate at Lab Tests Online